# Die Legionen des Cäsaren
Die Legionen des Cäsaren (Originaltitel: Le legioni di Cleopatra) ist ein italienisch-französisch-spanischer Historienfilm in Farbe von Vittorio Cottafavi. Das Drehbuch wurde vom Regisseur zusammen mit dem Autorenteam Robert de Nesle, Natividad Zaro, Italo Zingarelli verfasst. Die Hauptrollen sind mit Ettore Manni, Linda Cristal und Georges Marchal besetzt. Das Werk erlebte seine Uraufführung am 27. November 1959 in Italien. In der Bundesrepublik Deutschland kam der Film erstmals am 22. August 1960 ins Kino. 

## Handlung
Der Film spielt im Jahr 30 vor Christi in Alexandria und Umgebung. Die römischen Legionen haben unter Augustus den Norden Ägyptens besetzt und stehen kurz davor, Roms Herrschaft auf das ganze Land auszudehnen. 
Im Palast der Königin Cleopatra lebt auch Marcus Antonius, ein abtrünniger Römer, der seiner Herrin hörig ist. Augustus will ihm Gelegenheit geben, sich mit seinem Herkunftsland auszusöhnen. Zu diesem Zweck beauftragt er den Haudegen Curridio, Antonius zur Rückkehr in seine Heimat zu bewegen. Als Curridio in Alexandria ankommt, gibt er sich als Grieche aus. Gleich bei seiner Einkehr in der erstbesten Taverne macht er Bekanntschaft mit dem trinkfesten Athleten Gotarze. Die beiden sind sich gleich sympathisch und schließen Freundschaft miteinander.
Auf dem Sklavenmarkt erwirbt Curridio den 12-jährigen Rais und dessen ältere Schwester Marianne. Obwohl das Mädchen äußerst attraktiv ist, hat ihr Besitzer zunächst noch keinen Blick für sie übrig. Eines Nachts sieht Curridio die Tänzerin Berenice, die sogleich sein Herz entflammen lässt. Noch ahnt er nicht, dass sie keine andere ist als die Königin selbst. Dies wird ihm erst dann bewusst, als er durch einen Trick die Palastwachen überrumpelt hat und in die heiligen Räume eingedrungen ist. Weil Cleopatra seine Verwegenheit bewundert, fordert jetzt sie seine Liebe.
Als sich Curridio zum zweiten Mal Zutritt zum Palast verschafft hat, findet er den abtrünnigen Antonius. Der aber lehnt das Vermittlungsangebot ab und erklärt, gegen Augustus kämpfen zu wollen. Curridio wird zum Verhängnis, dass das Gespräch belauscht worden ist. Nun schwebt er in höchster Gefahr, doch dank seines Freundes Gotarze kann er sich im letzten Moment retten. Der kleine Rais allerdings bezahlt seinen Mut mit dem Leben. Dann erfährt Curridio, wie sehr er von Cleopatra getäuscht worden ist. Tief verletzt stellt er sie zur Rede; sie aber hat nur Hohn für ihn übrig und befiehlt seinen Tod.
In der folgenden Schlacht siegt Augustus. Nachdem sich Cleopatra von Antonius abgewandt hat, begeht dieser Selbstmord. Daraufhin fährt die Königin achtspännig dem siegreichen Cäsaren entgegen. Den aber lässt ihre Verführungskunst kalt. Zurück in ihrem Palast nimmt auch sie sich das Leben.
Gotarze war es gelungen, ein zweites Mal Curridio zu retten. Der nimmt nun Abschied von seinen Freunden und kehrt mit Marianne, die er inzwischen zu lieben gelernt hat, in seine Heimat zurück.

## Synchronisation der wichtigsten Rollen
| Rolle                | Darsteller         | Synchronstimme        |
| -------------------- | ------------------ | --------------------- |
| Cleopatra / Berenice | Linda Cristal      | Gisela Trowe          |
| Curridio             | Ettore Manni       | Gert Günther Hoffmann |
| Marcus Antonius      | Georges Marchal    | Friedrich Joloff      |
| Gotarze              | Conrado San Martín | Arnold Marquis        |
| Marianne             | María Mahor        | Marianne Lutz         |

## Kritik
Das Lexikon des internationalen Films zieht folgendes Fazit: „Zwischen Kampfgetümmel und Intrigen gelegentlich ein wenig Augengenuß durch Cottafavis wohlkomponierten Bildaufbau.“